# Bidessodes jucundus
Bidessodes jucundus är en skalbaggsart som beskrevs av Young 1986. Bidessodes jucundus ingår i släktet Bidessodes och familjen dykare. Inga underarter finns listade i Catalogue of Life.